# Alina Aleksandrowicz-Ulrich
Alina Aleksandrowicz-Ulrich (* 13. April 1931 in Boruny bei Vilnius; † 27. Januar 2025) war eine polnische Literaturhistorikerin, die sich in ihren wissenschaftlichen Arbeiten hauptsächlich mit der Literatur der Aufklärung sowie Volksdichtung beschäftigte.

## Leben
Aleksandrowicz-Ulrich verbrachte die Zeit des Zweiten Weltkrieges in der Vilnius-Region (Wileńszczyzna). Nach dem Kriegsende lebte sie in Dramburg und besuchte dort das Gymnasium. Nach dem Abitur studierte sie 1950 Polonistik an der Katholischen Universität Lublin und ab 1952 an der Universität Warschau, wo sie 1955 den Magister erwarb. Anschließend arbeitete sie als Assistentin am Lehrstuhl für Literaturgeschichte der Marie-Curie-Skłodowska-Universität. Der PZPR trat sie 1956 bei. Mit der Arbeit Adam Naruszewicz jako satyryk. (Wybrane zagadnienia) (Doktormutter: Janina Gorbaczowska) promovierte sie 1962 und wurde Wissenschaftliche Mitarbeiterin des Lehrstuhles für Literaturgeschichte an der Marie-Curie-Skłodowska-Universität. Von 1969 bis 1978 hatte sie das Amt der Prodekanin an der dortigen Humanistischen Fakultät. Zudem übernahm sie 1974 die Leitung des Fachbereichs für Literaturgeschichte. Mit der Arbeit Nieznana twórczość Marii Wirtemberskiej habilitierte sie 1975 und wurde 1980 außerordentliche sowie 1992 ordentliche Professorin. Daneben war sie von 1983 bis 2001 wissenschaftliche Redakteurin des philologischen Teils der Annales UMCS. Aleksandrowicz-Ulrich emeritierte 2001.

## Publikationen
- Twórczość satyryczna Adama Naruszewicza, 1964
- Izabela Czartoryska. Polskość i europejskość, 1998

## Herausgeberschaft
- Wieś tworząca. Antologia współczesnej poezji chłopskiej Lubelszczyzny, 1962; 2. Aufl. 1966
- Chłopski znak, 1969
- W kręgu Marii Wirtemberskiej, 1987
- Jan Pocek: Poezje, 1980; 2. erw. Aufl. 1954
- Z problemów preromantyzmu i romantyzmu. Studia i szkice, 1991
- Lucjan Szczepaniak: Bo byłem chory, 2005

## Auszeichnungen
- 1980: Ritterkreuz Polonia Restituta
- 2003: Offiziersorden Polonia Restituta